# Adelanto
Adelanto est une municipalité située dans le comté de San Bernardino, dans l'État de Californie. Sa population était de 31 765 habitants selon le recensement de 2010. Le nom adelanto est espagnol et signifie « progrès » ou « avance ». Il apparut pour la première fois lors de l'établissement du bureau de poste dans la ville, en 1917.

## Géographie
Adelanto est située dans le désert des Mojaves à 34°34' Nord, 117°25' Ouest. Sa superficie totale est de 145,1 km² (dont 0,1 km, soit 0,04 %, de plans d'eau). Le El Mirage Dry Lake, situé juste à l'est d'Adelanto, a été utilisé dans de nombreux films et publicités.

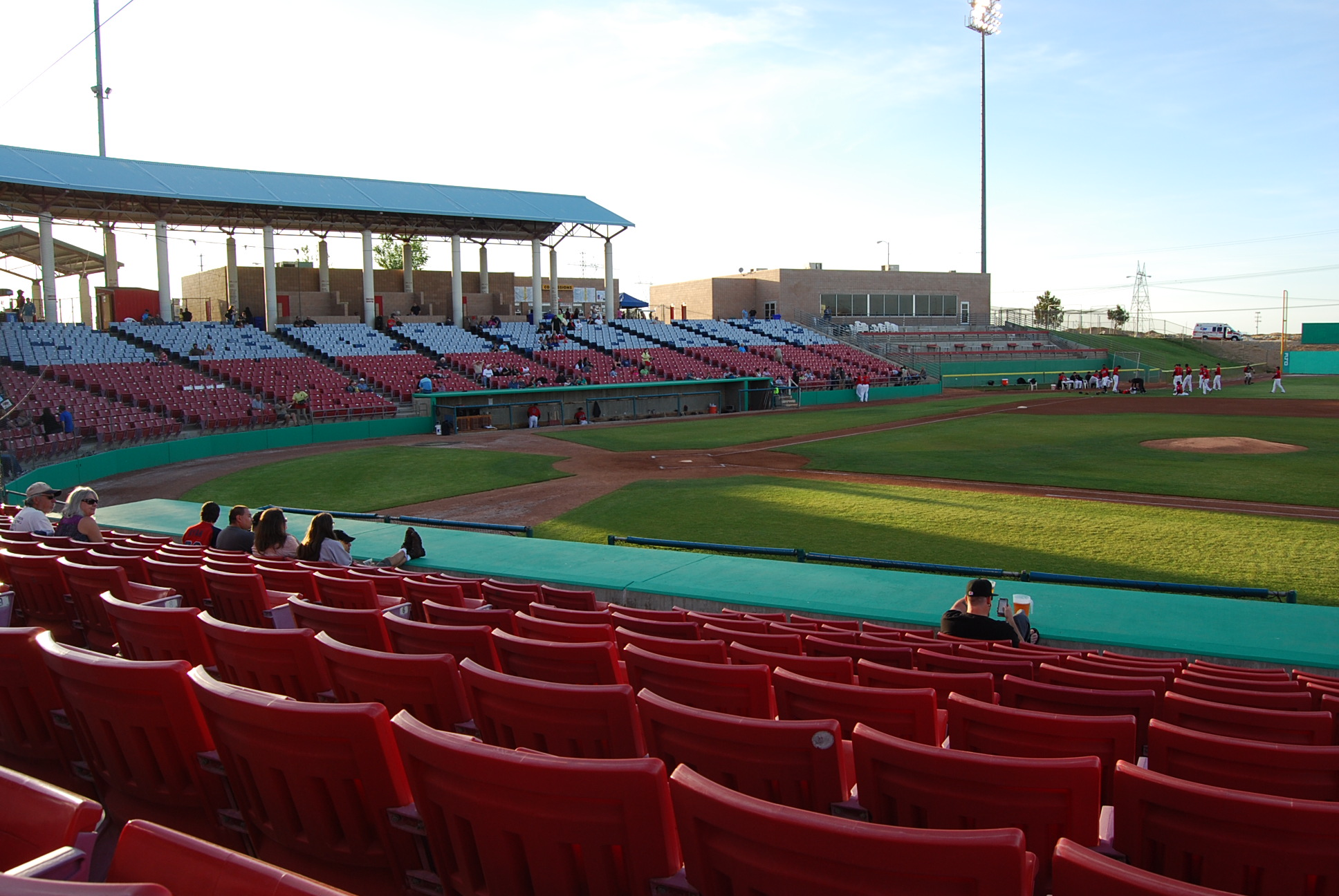
Stade d'Adelanto

## Démographie
| 1970  | 1980  | 1990  | 2000   | 2010   | - |
| ----- | ----- | ----- | ------ | ------ | - |
| 2 115 | 2 164 | 8 517 | 18 130 | 31 765 | - |